# Il Ruggiero
Il Ruggiero (vollständiger Name: Il Ruggiero ovvero L’eroica gratitudine) ist ein Opern-Libretto in drei Akten von Pietro Metastasio. Erstmals aufgeführt wurde das Werk in der Vertonung von Johann Adolph Hasse am 16. Oktober 1771 zur Hochzeit Erzherzog Ferdinands mit Erzherzogin Maria Beatrice d’Este im Teatro Regio Ducale, Mailand. Die einzige andere Vertonung des Librettos stammt von Antonio Gandini aus dem Jahr 1820.
Eine deutsche Übersetzung des Librettos von Johann Anton Koch erschien 1775 unter dem Namen Rudiger, oder die heldenmütige Dankbarkeit im siebten Band seiner unvollendet gebliebenen Gesamtausgabe Des Herrn Abt Peter Metastasio Kayserl. Königl. Hofpoetens Dramatische Gedichte.

## Handlung
Die Hauptpersonen und Handlung des Librettos basieren auf den letzten drei Gesängen 44–46 des 1516 erschienenen Versepos Der rasende Roland (Orlando furioso) von Ludovico Ariosto. Der Held Ruggiero liebt die Kriegerin Bradamante. Als Ruggiero vermisst wird, erklärt Bradamante, sich nur dann auf eine Ehe einzulassen, wenn sie den Anwärter in einem Zweikampf nicht besiegen kann. Ruggiero kehrt jedoch zusammen mit dem griechischen Kaiser Leone zurück, dem er sein Leben verdankt. Leone verliebt sich in Bradamante und überredet Ruggiero, verkleidet an seiner Stelle den Zweikampf zu bestehen.

“L’eroica gratitudine di Ruggiero verso il principe Leone suo rivale, che generoso nemico l’avea liberato da morte, si trova mirabilmente espressa ne’ tre ultimi canti del Furioso dall’immortale Lodovico Ariosto, di cui nel presente dramma si son seguitate tanto esattamente le tracce quanto ha conceduto la nota differenza che corre fra le leggi del drammatico e quelle del narrativo poema.
L’azione succede in riva alla Senna nelle vicinanze di Parigi, in una vasta e deliziosa villa reale, che contiene diversi ma quasi contigui magnifici alloggiamenti.”

„Die heldenhafte Dankbarkeit des Ruggiero gegen seinen Rivalen, den Prinzen Leone, der seinen Feind großzügig vom Tod errettete, findet sich bewundernswert ausgedrückt in den drei letzten Gesängen des Furioso des unsterblichen Ludovico Ariosto, die in diesem Schauspiel genauestens nacherzählt werden. Dennoch bestehen deutliche Unterschiede zwischen dem dramatischen und dem erzählenden Gedicht.
Die Handlung spielt am Ufer der Seine in der Nähe von Paris, in einem großen und schönen königlichen Palast, an den verschiedene hübsche Loggien angrenzen.“

Die folgende Inhaltsangabe basiert auf dem 1771 in Mailand erschienenen Libretto der Vertonung von Johann Adolph Hasse.

### Erster Akt
Ebenerdige Galerien bei Clotildes Wohnung
Ruggiero, der Geliebte der fränkischen Kriegerin Bradamante, ist zur Verteidigung Bulgariens gegen die Griechen in den Krieg gezogen. Er wird seit der Schlacht, die bereits vor drei Monaten stattgefunden hat, vermisst. Bradamante teilt ihrer Freundin Clotilde mit, dass sie vorhat, nach Ruggiero zu suchen. Clotilde rät ihr davon ab. Der fränkische Ritter Ottone, ein Vertrauter von Bradamante und Ruggiero, meldet die Ankunft des griechischen Kaisers Leone in Paris, der offen um Bradamante wirbt. Ottone entfernt sich, um bei den Griechen nach Ruggiero zu forschen. Clotilde selbst ist seit langem in Leone verliebt und leidet unter seiner neuen Leidenschaft für Bradamante.
Galerie bei Leones Wohnung
Ottone hat Ruggiero gefunden. Dieser hält sich incognito unter dem Namen Erminio bei den Griechen auf und erzählt ihm seine letzten Erlebnisse. Nach der Schlacht gegen die Griechen habe er sich in einer Herberge zur Ruhe begeben und sei dann in Ketten wieder aufgewacht. Die Herberge habe der Mutter eines von ihm im Kampf getöteten Soldaten gehört, einer Verwandten des griechischen Kaisers, die sich nun für den Tod ihres Sohnes rächen wollte. Er sei jedoch von seinem Gegner Leone selbst befreit worden, der ihn mit dem Namen Erminio angeredet habe. Dieser hatte ihn auf dem Schlachtfeld für seine Tapferkeit bewundert und wollte ihn nicht so unrühmlich umkommen lassen. Leone wünsche nun seine Vermittlung bei der Werbung um Bradamante, welche er nicht verweigern könne.
Leone fragt Ruggiero, den er immer noch für Erminio hält, ob es stimme, dass Bradamante in Ruggiero verliebt sei. Dieser sei ein gefährlicher Rivale. Ruggiero bestätigt es, beruhigt ihn aber damit, dass er ihn als seinen (Erminios) Freund respektieren werde. Insgeheim leidet er unter dem Konflikt zwischen seiner Freundschaft zu Leone und der Liebe zu Bradamante.
Die kaiserliche Wohnung
Bradamante bittet Carlo Magno um Hilfe. Sie möchte nicht mit einem Mann verheiratet werden, der ihr in der Kampfkunst unterlegen ist. Um das auszuschließen, beschließen sie gemeinsam, dass etwaige Kandidaten für eine festgelegte Zeitdauer im Zweikampf gegen sie bestehen müssen.

### Zweiter Akt
Ein schöner Bereich in den königlichen Gärten
Ottone kündigt Carlo die Ankunft Leones an. Dieser ist bereit zum Kampf gegen Bradamante. Carlo fürchtet, dass er unterliegen könnte, was kein gutes Zeichen für die Verhandlungen mit den Griechen wäre. Nachdem Carlo gegangen ist, kommt Bradamante. Leone erklärt ihr seine Liebe, aber sie verweist lediglich auf den erforderlichen Kampf.
Clotilde berichtet Bradamante, dass Ruggiero wieder aufgetaucht sei und Ottone bereits mit ihm gesprochen habe. Ruggiero kommt nun selbst. Er erzählt von seiner Rettung durch den Großmut Leones und bittet Bradamante, ihn als Bräutigam anzunehmen. Bradamante ist entsetzt und verlässt ihn wütend. Ruggiero schickt ihr Clotilde nach, um ihr zu erklären, dass er sie liebe und selbst schwer darunter leide, sie aufgeben zu müssen. Nun kommt Leone hereingestürmt. Er weiß, dass er keine Chance im Kampf gegen Bradamante hat und bittet Ruggiero, verkleidet an seiner Stelle zu kämpfen. Ruggiero kann dies nicht ablehnen.

### Dritter Akt
Zimmer in Bradamantes Wohnung mit Balkon und Blick auf die Gärten und die umgebenden Plätze
Der Zweikampf ist vorbei. Clotilde geht davon aus, dass Leone verloren hat und betrauert ihren früheren Geliebten bereits. Da kommt Ottone und berichtet, dass Leone unerwarteterweise gewonnen habe. Bradamante habe zunächst nicht mit voller Kraft gekämpft. Nachdem sie aber eine kleine Wunde davongetragen hatte, habe sie keine Rücksicht mehr genommen. Leone jedoch habe standgehalten, bis die vereinbarte Zeit abgelaufen war. Clotilde bedauert, dass Bradamante und Ruggiero nun für immer getrennt werden. Sie schickt Ottone zu Ruggiero, um ihm Trost zu spenden. Bradamante kommt zutiefst beschämt und wirft wütend ihre Waffen von sich. Sie schickt Clotilde fort, um alleine zu sein. Ruggiero jedoch kommt zu ihr und versichert ihr seine Liebe. Er will sich mit ihr versöhnen und dann sterben. Sie jedoch fühlt sich von ihm im Stich gelassen und will ihn nicht anhören. Erst als er droht, sich vor ihren Augen zu erstechen, ist sie bereit dazu. Sie werden jedoch von Clotilde unterbrochen, die Bradamante meldet, dass der Kaiser sie sprechen wolle. Nachdem sie gegangen ist, teilt Ruggiero Clotilde mit, wie verzweifelt er ist und geht ebenfalls.
Leone kommt auf der Suche nach Bradamante zu Clotilde. Sie klärt ihn über Erminios wahre Identität auf und betont, welches Opfer er ihm gebracht habe. Leone bewundert den Edelmut Ruggieros.
Beleuchtete Galerie
Clotilde klagt Ottone ihr Leid wegen ihrer verlorenen Liebe zu Leone. Kaiser Carlo und Bradamante kommen hinzu. Carlo ist beeindruckt von Ruggieros Handlungsweise. Auch Leone und Ruggiero kommen nun. Leone weist darauf hin, Bradamante rechtmäßig gewonnen zu haben. Aber nun bittet er sie, Ruggiero die Hand zu reichen. Er erklärt, dass während des Kampfes zwar die Waffen ihm gehörten, jedoch nicht die Kampfesstärke. In Wirklichkeit habe Ruggiero an seiner Stelle mit ihr gekämpft. Er bittet um Vergebung für seine Fehler, die jedoch noch nicht vollständig aufgedeckt seien. Bevor er sich in Bradamante verliebt hatte, habe er bereits Clotilde sein Herz versprochen. Auch dafür bitte er um Vergebung. Diese wird gewährt, und zum Abschluss der Oper vereinigt Kaiser Carlo die beiden Paare Ruggiero und Bradamante sowie Clotilde und Leone.

## Geschichte
Ariostos Versepos Orlando furioso war bereits vor Metastasio mehrfach in anderen Dramen verarbeitet worden. Zu denjenigen, die gewisse Parallelen mit Ruggiero aufweisen, zählen die drei Bradamante genannten Werke von Robert Garnier (1582), Gautier de Costes de La Calprenède (1637) und Thomas Corneille (1695) sowie die gleichnamigen Libretti von Pietro Paolo Bissari (1650, vertont von Francesco Cavalli) und Pierre-Charles Roy (1707). Weder Corneilles Tragödie noch Metastasios Libretto erwiesen sich als erfolgreich. Es wird angenommen, dass das Thema eines Kampfes zwischen einem Ritter und einer Kämpferin nicht dem damaligen Zeitgeschmack entsprach. Im Falle von Ruggiero kam hinzu, dass die Handlung einige Ähnlichkeiten mit seinen früheren Libretti L’olimpiade und Nitteti aufwies und daher als altmodisch aufgefasst werden konnte. Auch die Vertonung durch den alten Johann Adolf Hasse mit ihrem Übermaß an Rezitativen mag zu dieser Einschätzung beigetragen haben. Sowohl für Metastasio als auch für Hasse wurde der Ruggiero zum Abschluss ihres Lebenswerks.
Eine erste Fassung des Librettos hatte Metastasio bereits zuvor auf Wunsch der Kaiserin Maria Theresia geschrieben. Es sollte anlässlich der Hochzeit von Marie-Antoinette mit dem Dauphin von Frankreich, dem späteren Ludwig XVI., am 16. Mai 1770 aufgeführt werden. Daraus ergab sich auch das Thema der Oper, das in der Tradition der französischen Ritterdramen stehen sollte. Metastasio fühlte sich dieser Aufgabe jedoch nicht ganz gewachsen und stimmte nur widerwillig aus Pflichtgefühl für Maria Theresia zu. Nach einer Weile brach er die Arbeit schließlich ab, und der Hof gab den ursprünglichen Plan zur Aufführung auf. Dennoch bestand Maria Theresia auf der Fertigstellung des Librettos und verwahrte es zur eigenen Erbauung. Als im folgenden Jahr die Hochzeit ihres Sohnes Ferdinand mit Maria Beatrice d’Este anstand, befahl sie Metastasio, es für die Aufführung am 16. Oktober 1771 in Mailand zu überarbeiten. Mit der Komposition der Musik wurde ihr Lieblingskomponist Hasse beauftragt, der mit dem kaiserlichen Hof schon seit mehr als dreißig Jahren verbunden war. Dieser war bereits 71 Jahre alt und von der Gicht geplagt, so dass er kaum schreiben konnte. Zudem hatte er sich von der Komposition von Theatermusik abgewandt, um den Rest seines Lebens der Kirchenmusik zu widmen. Er hatte auch bemerkt, dass sich der musikalische Geschmack gewandelt hatte und sein Stil diesem nicht mehr entsprach. Dennoch nahm er den Auftrag an und reiste Ende August 1771 in Begleitung seiner Tochter Pepina und seines alten Dieners Franz mit einer brieflichen Empfehlung der Kaiserin an ihre zukünftige Schwiegertochter von Venedig nach Mailand.
Die Feierlichkeiten dauerten den gesamten Oktober an. Als Kontrastprogramm zu Hasses Oper war die Serenata Ascanio in Alba des fünfzehnjährigen Wolfgang Amadeus Mozart vorgesehen – dessen zweite für Mailand geschriebene Oper. Die Hauptrollen in beiden Werken wurden von der Sopranistin Antonia Maria Girelli Aguilar, dem Kastraten Giovanni Manzuoli und dem Tenor Giuseppe Tibaldi übernommen. Sie alle zählten zu den größten Gesangsvirtuosen ihrer Zeit, hatten aber den Zenit ihrer Laufbahn bereits überschritten. Die Bühnenbilder stammten von den Brüdern Bernardino, Fabrizio und Giovanni Antonio Galliari. Die Uraufführung von Mozarts Serenata fand am 17. Oktober 1771, dem Tag nach der Uraufführung des Ruggiero, statt und erzielte einen weitaus größeren Erfolg. Angeblich soll Hasse daraufhin gesagt haben: “Questo ragazzo ci farà dimenticar tutti” (deutsch: „Dieser Knabe wird uns alle vergessen machen.“) Die Authentizität dieses Ausspruchs wird bezweifelt. Unbestritten ist aber, dass Hasse sich seinen Misserfolg eingestand, wie aus einem Brief vom 30. Oktober hervorgeht: “Il mio Ruggiero ebbe la prima sera tutte quelle fatalità che possono unirvi per far torto ad una produzione teatrale.” (deutsch: „Mein Ruggiero erlitt am ersten Abend alle Unglücke, die sich vereinigen können, um eine Theaterproduktion zu Fall zu bringen.“) Aufgrund einer Erkrankung der Primadonna Girelli wurde die Oper bereits nach der vierten Aufführung abgesetzt. Nach dem Misserfolg der Aufführungen zeigte Maria Theresia Mitgefühl mit Hasse. Sie lud ihn im Dezember mit seiner Tochter zu einer Audienz ein und beschenkte ihn großzügig.
Am 20. Januar 1772 kam es zu einer Folgeaufführung im Teatro San Carlo in Neapel, für die Hasse die Partitur noch einmal geringfügig überarbeitete. Der Hauptunterschied bestand darin, dass die Schlussszene durch ein Ballett ersetzt wurde.

## Vertonungen
Folgende Komponisten legten dieses Libretto einer Oper zugrunde:
| Komponist           | Uraufführung                          | Aufführungsort | Anmerkungen                                           |  |
| ------------------- | ------------------------------------- | -------------- | ----------------------------------------------------- |  |
| Johann Adolph Hasse | 16. Oktober 1771, Teatro Regio Ducale | Mailand        | auch am 20. Januar 1772 im Teatro San Carlo in Neapel |  |
| Antonio Gandini     | 4. November 1820, Teatro di Corte     | Modena         |                                                       |  |

## Diskographie
Eine Aufnahme der Oper von Johann Adolph Hasse mit dem Ensemble Musica Rara unter der Leitung von Arnold Bosman ist im Jahr 2000 auf CD erschienen. Die Sänger waren Robert Chafin, Silvia Bossa, Gianluca Belfiori Doro, Alla Simonishvilli, Barbara Vignudelli und Mauro Bonfanti.

## Digitalisate
1. ↑  Johann Anton Koch: Des Herrn Abt Peter Metastasio Kayserl. Königl. Hofpoetens Dramatische Gedichte, aus dem Italiänischen übersetzt. Siebter Band. Krauß, Frankfurt und Leipzig 1775 als Digitalisat beim Münchener Digitalisierungszentrum.
2. 1 2 3  Libretto (italienisch) der Oper von Johann Adolph Hasse, Mailand 1771 als Digitalisat im Internet Archive.
3. ↑  Partitur der Oper von Johann Adolph Hasse, 1771 als Digitalisat beim International Music Score Library Project.
4. ↑  Libretto (italienisch)  der Oper von Antonio Gandini, Modena 1820. Digitalisat im Corago-Informationssystem der Universität Bologna.